# گوگردی‌گلسنگان
گوگردی‌گُلسنگان (نام علمی: Chrysothricaceae) نام یک خانواده از راسته لکه‌ای‌سانان است.